# Lopezia lopezioides
Lopezia lopezioides är en dunörtsväxtart som först beskrevs av William Jackson Hooker och Arn., och fick sitt nu gällande namn av Plitmann, Raven och Breedlove. Lopezia lopezioides ingår i släktet enmansblommor, och familjen dunörtsväxter. Inga underarter finns listade i Catalogue of Life.